# Ebdrup Sogn
Ebdrup Sogn var et sogn i Syddjurs Provsti (Århus Stift).
I 1800-tallet var Ebdrup Sogn og Skarresø Sogn annekser til Kolind Sogn. Kolind og Ebdrup sogne hørte til Djurs Sønder Herred, Skarresø til Øster Lisbjerg Herred, begge i Randers Amt. Kolind-Ebdrup-Skarresø sognekommune blev ved kommunalreformen i 1970 indlemmet i Midtdjurs Kommune, som ved strukturreformen i 2007 indgik i Syddjurs Kommune.
I Ebdrup Sogn ligger Ebdrup Kirke.
1. januar blev sognet lagt sammen med Kolind Sogn og Skarresø Sogn i Kolind-Ebdrup-Skarresø Sogn.
I sognet findes følgende autoriserede stednavne:
- Ebdrup (bebyggelse, ejerlav)
- Frelling (bebyggelse)
- Højskov Bakke (areal)
- Risbakke (areal)
- Sølille (bebyggelse)
- Tuelbrohuse (bebyggelse)